# West Lincoln Township (comté de Mitchell, Iowa)
West Lincoln Township est un township du comté de Marshall en Iowa, aux États-Unis,.
Le comté d'origine, Lincoln Township est fondé en 1858. West Lincoln est fondé en 1904, lors de sa séparation avec East Lincoln Township.

## Source de la traduction
- (en) Cet article est partiellement ou en totalité issu de l’article de Wikipédia en anglais intitulé « West Lincoln Township, Mitchell County, Iowa » (voir la liste des auteurs).